# Niedźwiady (województwo warmińsko-mazurskie)
Niedźwiady (Sarni Dół) – osada leśna w Polsce położona w województwie warmińsko-mazurskim, w powiecie ostródzkim, w gminie Łukta. Miejscowość wchodzi w skład sołectwa Tabórz.
Osada powstała jako wybudowanie wsi Tabórz, na północ od wsi. W latach 1975–1998 miejscowość należała administracyjnie do województwa olsztyńskiego.